# Board de carving
Une board de carving désigne un skateboard dédié au carving, à l'exemple de certaines longboard ou d'un court surfskate. Le carving étant une pratique basée sur la réalisation de virages successifs.